# بيرسي مارمونت
بيرسي مارمونت (25 نوفمبر 1883 – 3 مارس 1977) ممثل سينمائي إنجليزي.

## السيرة
ظهر مارمونت في أكثر من 80 فيلمًا بين عامي 1916 و1968. أصبح ممثلًا سينمائيًا مخضرمًا بحلول عام 1923، وحقق نجاحًا كبيرًا في ذلك العام في فيلم "إذا جاء الشتاء"، أعادت MGM إنتاج الفيلم عام 1947 بنفس الاسم. لعب دور البطولة في فيلم لورد جيم (1925)، أول نسخة فيلم مقتبسة عن رواية [جوزيف كونراد]].
ولد مارمونت وتوفي في لندن، إنجلترا. أنجب مارمونت ابنتان من زوجته دوروثي، باتريشيا مارمونت وهي ممثلة ثم عملت وكيلة مسرح، وتزوجت من الممثل نايجل جرين، وباميلا، ممثلة مسرحية متزوجة من الممثل موراي واتسون.

## الأفلام
- الراهب والمرأة (1917) بدور الأخ باول
- وردة العالم (1918) بدور الملازم الملازم بيلهون
- الكذبة (1918) بدور نيل دبدون
- دوران العجلة (1918) بدور فرانك غري
- في جوف يدها (فيلم) (1918) بدور براندون بوث
- الزوجة غير القابلة للتدمير (1919) بدور شويلر هورن
- ثلاثة رجال وفتاة (1919) بدور الدكتور هنري فورسيث
- امرأة وينشستر (1919) بدور ديفيد برينتون
- المتسلقون (1919) بدور نيد واردين
- انتقام دوراند (1919) بدور توم فرانكلين
- عبيد الكبرياء (1920(
- الدوقة الرياضية (1920) بدور دوغلاس، دوق ديسبورو
- بعيدا تذهب الحكمة (1920) بدور هيويت هارلاند
- الرجال الموتى لا يروون الحكايا (1920) بدور جورج ستيفنسون كول
- كم تستحق سمعتك؟ (1921) بدور أنتوني بليك
- عقوبة الحب (1921) بدور ستيفن سوندرز
- دون الاستفادة من رجال الدين (1921)
- زوجة ضد زوجة (1921) بدور ستانرد دول
- المرأة الأولى (1922) بدور بول مارش
- الناس المتزوجون (1922)
- إذا جاء الشتاء (1923) بدور مارك سابر
- إنذار منتصف الليل (1923)  بدور كابتن هاري ويستمور
- الضوء الذي فشل (1923) بدور ديك هيلدار
- لا يمكنك الابتعاد عنها (1923) بدور تشارلز همنغواي
- إطلاق النار على دان ماكجرو (1924) بدور جيم، زوج لو
- غش الزواج (1924) بدور بول ماين
- عندما تحب الفتاة (1924) بدور الكونت مايكل
- جنس العدو (1924) بدور غاري ليندابيري
- أسطورة هوليوود (1924) بدور جون سميث
- القلب النظيف (1924) بدور فيليب ريفورد
- القوانين المخترقة (1924) بدور ريتشارد هيث
- K - المجهول (1924)) باسم 'K' Le Moyne
- الألسنة الخاملة (1924) بدور الدكتور إفرايم ناي
- ذهب الأب للصيد (1925) بدور جوليان
- مجرد امرأة (1925) بدور جورج راند
- شارع الرجال المنسيين (1925) بدور إيزي موني تشارلي
- إيمان المرأة (1925) بدور دونوفان ستيل
- المغامرة الساطعة (1925) بدور الدكتور هوغو ماكلين
- ملابس جميلة (1925) بدور بيتر هانجرفورد
- لورد جيم (1925) بدور اللورد جيم
- الافتتان (1925) بدور السير آرثر ليتل
- [[معجزة الحياة (فيلم)|] (1926) بدور بلير هاول
- شباب رائع (1926) بدور بيرسي مارمونت
- ألوما البحار الجنوبية (1926) بدور بوب هولدن
- مانتراب (1926) بدور رالف بريسكوت
- ليالي سان فرانسيسكو (1928) بدور جون فيكري
- الإرادة الأقوى (1928) بدور كلايف مورتون
- جوارب صفراء (1928) بدور جافين سنكلير
- سيدي أو سيدتي (1928) بدور السير رالف ويلالون
- التحذير (1928) بدور جيم
- سيدة البحيرة (1928) بدور جيمس فيتزجيمس
- الملك الفضي (1929) بدور ويلفريد دنفر
- تقاطع طرق (1930) بدور جيم ويندهام
- أحبات أريان (1931) بدور أنتوني فريزر
- القانون المكتوب (1931) بدور السير جون روتشستر
- غني وغريب (1931) بدور القائد جوردون
- السلوقي الفضي (1932) بدور نورتون فيتزوارن
- نقطة عمياء (1932) بدور هولاند جاني
- قلها بالموسيقى (1932) بدور فيليب ويستون
- عشيقها الخيالي (1933) بدور اللورد مايكل وير
- الليلك الأبيض (1935) بدور توليت
- الغرور (1935) بدور جيفرسون براون
- العميل السري (1936) بدور كايبور
- طاولة الكابتن (1936) بدور جون بروك
- ديفيد ليفينغستون (1936) بدور ديفيد ليفينغستون
- فتح الهواء (1936) بدور ويلبر رايت (غير معتمد)
- لآلئ التاج (1937) بدور الكاردينال وولسي (غير معتمد)
- شابة بريئة (فيلم) (1937) بدور الكولونيل بورغوين
- هؤلاء الأطفال من المدينة (1942) بدور إيرل
- بنسلفانيا (1942) بدور هولمي
- سأمشي بجانبك (1943) كنائب
- القلب المخلص (1946) بدور جون أرمسترونج
- لا بساتين فاكهة للآنسة بلانديش (1948) بدور جون بلانديش
- السر المظلم (فيلم) (1949) بدور النائب
- المقامر والسيدة (1952) بدور اللورد ويلينز هورتلاند
- مثلث ذو أربعة جوانب (1953) بدور السير والتر
- مذكرة المليون جنيه (1954) بدور اللورد هيرلينجهام (غير معتمد)
- خطوات في الضباب (1955) بدور القاضي
- لشبونة (1956) بدور لويد ميريل
- محاكمات أوسكار وايلد (1960) ضيفاً في المسرح (غير معتمد)
- شاهد معاد (1968) بدور القاضي ماثيو جريجوري

## وصلات خارجية
- Percy Marmont في قاعدة بيانات الأفلام على الإنترنت